# Amt Güstrow-Land
Het Amt Güstrow-Land is een samenwerkingsverband van 14 gemeenten in het  Landkreis Rostock in de Duitse deelstaat Mecklenburg-Voor-Pommeren. Het Amt telt 9.680 inwoners. Het bestuurscentrum bevindt zich in de stad Güstrow, die zelf geen deel uitmaakt van het amt.

## Gemeenten
Het Amt bestaat uit de volgende gemeenten:
1. Glasewitz (436)
2. Groß Schwiesow (298)
3. Gülzow-Prüzen (1.584)
4. Gutow (1.002)
5. Klein Upahl (235)
6. Kuhs (318)
7. Lohmen (796)
8. Lüssow (943)
9. Mistorf (642)
10. Mühl Rosin (1.125)
11. Plaaz (766)
12. Reimershagen (407)
13. Sarmstorf (481)
14. Zehna (647)